# Pearson (Familienname)
Pearson ist ein Familienname.

## Namensträger

### A
- Adam Pearson (Sportfunktionär) (* 1964), britischer Sportfunktionär
- Adam Pearson (Schauspieler) (* 1985), britischer Schauspieler
- Adam Pearson (Gitarrist), britischer Gitarrist der Band The Sisters of Mercy
- Albert J. Pearson (1846–1905), US-amerikanischer Politiker
- Albie Pearson (* 1934), US-amerikanischer Baseballspieler
- Alfred Chilton Pearson (1861–1935), britischer Altphilologe
- Alfred J. Pearson, US-amerikanischer Diplomat
- Andrea Pearson (* 1977), US-amerikanische Schauspielerin
- Andrew Russell Pearson (Drew; 1897–1969), US-amerikanischer Journalist
- Annie Seymour Pearson (1873–1956), englisch-britische Suffragette
- April Pearson (* 1989), britische Schauspielerin
- Arthur Pearson (Publizist) (1866–1921), britischer Publizist, Begründer von Pearson’s Magazine
- Arthur Pearson (Politiker) (1897–1980), britischer Gewerkschaftsfunktionär und Politiker
- Arthur Anselm Pearson (1874–1954), britischer Pilzkundler
- Aylmer Cavendish Pearson (1876–1926), britischer Kolonialgouverneur von Nord-Borneo

### B
- Big Pete Pearson (Lewis Paul Pearson; * 1936), US-amerikanischer Blues-Sänger, Gitarrist und Bassist
- Bill Pearson (Schriftsteller) (1922–2002), neuseeländischer Schriftsteller
- Bill Pearson (Comicautor) (* 1938), amerikanischer Comicautor
- Birchall Pearson (1914–1960), kanadischer Sprinter
- Brian Pearson (* 1967), Kameramann

### C
- Carol S. Pearson (* 1944), US-amerikanische Psychologin, Hochschullehrerin, Autorin
- Charles Pearson (Politiker) (1793–1862), britischer Politiker (Liberal Party) und Eisenbahnpionier
- Charles Henry Pearson (1830–1894), britisch-australischer Historiker, Politiker und Kolonialbeamter
- Charles Pearson, Lord Pearson (1843–1910), britischer Jurist und Politiker
- Colin Pearson, Baron Pearson (1899–1980), britischer Jurist

### D
- Daley Pearson, australischer Drehbuchautor und Fernsehproduzent
- Dan Pearson (* 1964), englischer Gartengestalter
- Dave Pearson (* 1966), englischer Rugby-Union-Schiedsrichter
- David Pearson (Rennfahrer, 1934) (1934–2018), US-amerikanischer Automobilrennfahrer
- David Pearson (Squashspieler) (* 1959), englischer Squashspieler
- David Pearson (Rennfahrer, II), US-amerikanischer Motorradrennfahrer
- David J. Pearson (1941–2017), britischer Vogelkundler
- Diane Pearson (1931–2017), englische Schriftstellerin, Verfasserin von Csárdás
- Donna Pearson (1931–2005), US-amerikanische Schauspielerin
- Drew Pearson (* 1951), US-amerikanischer American-Football-Spieler
- Duke Pearson (1932–1980), US-amerikanischer Jazzpianist

### E
- Eddie Pearson (1928–1978), englischer Schiedsrichter
- Egon Pearson (1895–1980), britischer Statistiker
- Elaine Pearson (* 1975), australische Journalistin und Menschenrechtsaktivistin
- Eric Pearson (* 1980), US-amerikanischer Drehbuchautor
- Ewan Pearson (* 1972), britischer DJ

### F
- Felicia Pearson (* 1980), US-amerikanische Schauspielerin und Autorin
- Frederick Pearson (1861–1915), US-amerikanischer Ingenieur und Unternehmer

### G
- Geoffrey Arthur Holland Pearson (1927–2008), kanadischer Diplomat
- George Pearson (Mediziner) (1751–1828), britischer Mediziner
- George Pearson (Graveur), britischer Graveur
- George Pearson (Filmemacher) (1875–1973), britischer Filmregisseur, Produzent und Drehbuchautor
- Gerald Pearson (1905–1987), US-amerikanischer Physiker
- Giles Pearson, britischer Philosoph und Philosophiehistoriker
- Glen Pearson (1907–1976), australischer Politiker (South Australia)
- Graeme Pearson (* 1950), schottischer Politiker

### H
- Henry Pearson, eigentlicher Name von Mattathias Pearson (um 1939–2017), US-amerikanischer Jazzmusiker
- Henry Harold Welch Pearson (1870–1916), englischer Botaniker
- Henry Hugh Pearson (1815–1873), englischer Komponist
- Herron C. Pearson (1890–1953), US-amerikanischer Politiker
- Hesketh Pearson (1887–1964), englischer Autor
- Homer L. Pearson (1900–1985), US-amerikanischer Politiker

### I
- Ian Pearson (* 1974), englischer Badmintonspieler

### J
- J. T. Pearson (John Thomas Pearson; 1801–1851), britischer Arzt und Zoologe
- Jack Pearson (* 1989), australischer Schauspieler
- James Pearson (Politiker) (1873–1950), US-amerikanischer Politiker
- James Pearson (Fußballspieler, 1904) (1904–1962), englischer Fußballspieler
- James Pearson (Rennfahrer), britischer Motorradrennfahrer
- James Pearson (Musiker), britischer Jazzpianist
- James Anthony Pearson (* 1981), britischer Schauspieler
- James Pearson (Fußballspieler, 1993) (* 1993), englischer Fußballspieler
- James B. Pearson (1920–2009), US-amerikanischer Politiker
- Jesse Pearson (1930–1979), US-amerikanischer Schauspieler und Sänger
- Joel Pearson (* 1983), australischer Radrennfahrer
- John Pearson (Theologe) (1613–1686), englischer Theologe und Geistlicher, Bischof von Chester
- John Pearson (Mediziner) (1758–1826), britischer Mediziner
- John Pearson (Kunsthandwerker) († nach 1912), britischer Kunsthandwerker und Verbandsfunktionär
- John Pearson (Fußballspieler, 1868) (John Hargreaves Pearson; 1868–1931), englischer Fußballspieler
- John Pearson (Turner) (John Bartling Pearson, Jr.; 1902–1984), US-amerikanischer Turner
- John Pearson (Schriftsteller) (John George Pearson; * 1930), britischer Schriftsteller
- John Pearson (Curler), schottischer Curler
- John Pearson (Musiker), britischer Bluesmusiker
- John Pearson (Fußballspieler, 1963) (* 1963), englischer Fußballspieler
- John A. Pearson (John Andrew Pearson; 1867–1940), britisch-kanadischer Architekt
- John James Pearson (1800–1888), US-amerikanischer Politiker
- John Loughborough Pearson (1817–1897), britischer Architekt
- Joseph Pearson (Politiker) (1776–1834), US-amerikanischer Politiker
- Joseph Pearson (Fußballspieler) (1868–??), englischer Fußballspieler
- Joseph Pearson (Philosoph) (1881–1952), Philosoph
- Joseph Pearson (Zoologe) (1881–1971), britischer Meereszoologe
- Joseph Pearson (Kulturhistoriker) (* 1975), kanadischer Kulturhistoriker und Journalist
- Josh T. Pearson, US-amerikanischer Musiker
- Justin Pearson (* 1995), US-amerikanischer Politiker

### K
- Karl Pearson (1857–1936), britischer Mathematiker und Philosoph
- Kayleigh Pearson (* 1985), britisches Model und Sängerin
- Keir Pearson (* 1966), US-amerikanischer Ruderer und Drehbuchautor

### L
- Landon Pearson (1930–2023), kanadische Politikerin
- Larry Pearson (* 1953), US-amerikanischer Rennfahrer
- Lee Pearson (* 1974), britischer Dressurreiter
- Lee Pearson (Tennisspieler) (* 1976), australischer Tennisspieler
- Lester Pearson (1897–1972), kanadischer Politiker
- Lewis Paul Pearson, eigentlicher Name von Big Pete Pearson (* 1936), amerikanischer Blues-Sänger, Gitarrist und Bassist
- Luke Pearson, britischer Autor und Comiczeichner

### M
- Malcolm Pearson, Baron Pearson of Rannoch (* 1942), britischer Geschäftsmann, Politiker und Parteifunktionär
- Marie Pearson, neuseeländische Squashspielerin
- Mary E. Pearson (* 1955), US-amerikanische Schriftstellerin
- Mattathias Pearson (um 1939–2017), US-amerikanischer Jazzmusiker
- Michael Pearson (Schriftsteller, 1924) (* 1924), britischer Journalist und Schriftsteller
- Michael Pearson (Produzent) (* 1944), britischer Filmproduzent
- Michael Pearson (Schriftsteller, 1949) (* 1949), US-amerikanischer Schriftsteller und Hochschullehrer
- Michael Pearson (Billardspieler), australischer Snooker- und English-Billiards-Spieler
- Michael Pearson (Fußballspieler) (* 1988), walisischer Fußballspieler
- Michael Gary Pearson, eigentlicher Name von Michael Lee (Schlagzeuger) (1969–2008), britischer Schlagzeuger
- Michael Parker Pearson (* 1957), britischer Archäologe und Hochschullehrer
- Michelle Pearson (Schwimmerin) (* 1962), australische Schwimmerin
- Michelle Pearson (Ruderin) (* 1991), bermudische Ruderin
- Mitchell Pearson (* 1987), australischer Radrennfahrer
- Morgan Pearson (* 1993), US-amerikanischer Triathlet

### N
- Nick Pearson (* 1979), US-amerikanischer Eisschnellläufer
- Nigel Pearson (* 1963), englischer Fußballspieler
- Noel Pearson, irischer Film- und Theaterproduzent

### O
- Oliver P. Pearson (1915–2003), US-amerikanischer Zoologe

### P
- Paul Martin Pearson (1871–1938), US-amerikanischer Bildungswissenschaftler, Hochschullehrer und Politiker

### R
- Ralph G. Pearson (1919–2022), US-amerikanischer Chemiker
- Richard Pearson (Schauspieler) (1918–2011), walisischer Schauspieler
- Richard Pearson (Filmeditor) (* 1961), US-amerikanischer Filmeditor und Produzent
- Richmond Pearson (1852–1923), US-amerikanischer Politiker
- Ridley Pearson (* 1953), US-amerikanischer Schriftsteller
- Rob Pearson (* 1971), kanadischer Eishockeyspieler
- Roy Pearson (* 1949), US-amerikanischer Richter

### S
- Sally Pearson (* 1986), australische Leichtathletin
- Scott Pearson (* 1969), kanadischer Eishockeyspieler
- Stan Pearson (1919–1997), englischer Fußballspieler
- Stephen Pearson (* 1982), schottischer Fußballspieler
- Stuart Pearson (* 1949), englischer Fußballspieler

### T
- Tanner Pearson (* 1992), kanadischer Eishockeyspieler
- Thomas Pearson (1914–2019), britischer General
- Thomas Wulstan Pearson (1870–1938), britischer Ordensgeistlicher und römisch-katholischer Bischof von Lancaster
- Todd Pearson (* 1977), australischer Schwimmer

### V
- Virginia Pearson (1886–1958), US-amerikanische Bühnen- und Filmschauspielerin

### W
- Walter Pearson (Pokerspieler) (Puggy Pearson; 1929–2006), US-amerikanischer Pokerspieler
- Walter E. Pearson (1874–1941), US-amerikanischer Geschäftsmann und Politiker
- Walter J. Pearson (um 1904–nach 1964), US-amerikanischer Geschäftsmann und Politiker
- Weetman Pearson, 1. Viscount Cowdray (1856–1927), britischer Unternehmer und Politiker
- Willard Pearson (1915–1996), US-amerikanischer Offizier, Generalleutnant der US Army
- William Pearson (Astronom) (1767–1847), britischer Astronom
- William Pearson (Sänger) (1934–1995), US-amerikanischer Sänger (Bariton)
- William Fisher Pearson (1854–1888), neuseeländischer Politiker
- William Gaston Pearson (1858–1947), US-amerikanischer Lehrer und Geschäftsmann
- William George Pearson (1882–1963), britischer Politiker